# 山崎剛平
山崎 剛平（やまざき ごうへい、1901年6月2日 - 1996年7月8日）は、日本の歌人、出版者、実業家。
兵庫県上郡町の酒造家に生まれる。早稲田大学文学部国文科卒。窪田空穂のもとで作歌、1926年『槻の木』を創刊、尾崎一雄らと同人誌を出し、1935年砂子屋書房を創業。43年には廃業し、実家の山崎酒造の社長を務めた。砂子屋ははじめ「まなごや」と読ませるつもりだったが、人々が「すなこや」と呼ぶためこれに任せた。

## 著書
- 『挽歌 山崎剛平第一歌集』砂子屋書房 槻の木叢書 1936
- 『水郷記』砂子屋書房 1938
- 『煙霞浪漫』砂子屋書房 黒白叢書 1939
- 『徹夜』砂子屋書房 1939
- 『若き日の作家 砂子屋書房記』砂子屋書房 1984
- 『老作家の印象 砂子屋書房記』砂子屋書房 1986

## 注
1. ↑  『日本近代文学大事典』講談社、1984年
2. ↑  『人物物故大年表』
3. ↑  『若き日の作家』森直太郎「解説」
4. ↑  1981年、田村雅之が受け継ぐ。